# Akihiro
Akihiro (jap. あきひろ, アキヒロ) – męskie imię japońskie.

## Możliwa pisownia
Akihiro można zapisać, używając wielu różnych znaków kanji i może znaczyć m.in.:
- 明宏, „wielka jasność”[1]
- 明弘, „jasny, wielki”
- 昭宏, „świetlisty, wielki”
- 昭博
- 聡寛
- 章博
- 燿大

## Znane osoby
- Akihiro Gōno (聡寛), japoński zapaśnik MMA
- Akihiro Ienaga (昭博), japoński piłkarz
- Akihiro Imamura, członek grupy programistycznej Team Silent
- Akihiro Miwa (明宏), japoński piosenkarz i aktor
- Akihiro Nishimura (昭宏), były japoński piłkarz
- Akihiro Yamada (章博), japoński mangaka i ilustrator mang
- Akihiro Yano (燿大), japoński baseballista

## Postacie fikcyjne
- Akihiro Kurata (明宏), bohater serii Digimon
- Akihiro Miyabi (明弘), bohater mangi i anime Infinite RYVIUS
- Akihiro Ōji (明宏), bohater serii Tennis no ōjisama
- Akihiro Okamura (昭宏), bohater serii Blood+